# Lista stadionów piłkarskich w Szkocji
Lista stadionów piłkarskich w Szkocji składa się z obiektów drużyn znajdujących się w Scottish Premiership (I poziomie ligowym Szkocji) oraz Scottish Championship (II poziomie ligowym Szkocji). Na najwyższym poziomie rozgrywkowym znajduje się 10 drużyn, i na drugim poziomie 10 drużyn, których stadiony zostały przedstawione w poniższej tabeli według kryterium pojemności, od największej do najmniejszej. Tabela uwzględnia również miejsce położenia stadionu (miasto oraz region), klub do którego obiekt należy oraz rok jego otwarcia lub renowacji.
Do listy dodano również stadiony o pojemności powyżej 5 tys. widzów, które są areną domową drużyn z niższych lig lub obecnie w ogóle nie rozgrywano mecze piłkarskie.
Legenda:

    – stadiony IV kategorii UEFA

    – stadiony w budowie lub przebudowie

    – stadiony zamknięte lub zburzone

| Lp | Nazwa stadionu             | Miejscowość   | Region                | Drużyny                                  | Otwarty / renowacja | Pojemność | Zdjęcie |
| -- | -------------------------- | ------------- | --------------------- | ---------------------------------------- | ------------------- | --------- | ------- |
| 1  | Celtic Park                | Glasgow       | Glasgow City          | Celtic F.C.                              | 1892                | 60 355    |         |
| 2  | Hampden Park               | Glasgow       | Glasgow City          | Reprezentacja Szkocji, Queen’s Park F.C. | 1903                | 52 025    |         |
| 3  | Ibrox Stadium              | Glasgow       | Glasgow City          | Rangers F.C.                             | 1899                | 50 987    |         |
| 4  | Pittodrie Stadium          | Aberdeen      | Aberdeen City         | Aberdeen F.C.                            | 1899                | 21 421    |         |
| 5  | Easter Road Stadium        | Edynburg      | City of Edinburgh     | Hibernian F.C.                           | 1893                | 20 421    |         |
| 6  | Rugby Park                 | Kilmarnock    | East Ayrshire         | Kilmarnock F.C.                          | 1899                | 18 128    |         |
| 7  | Tynecastle Stadium         | Edynburg      | City of Edinburgh     | Heart of Midlothian F.C.                 | 1886                | 17 529    |         |
| 8  | Meadowbank Stadium         | Edynburg      | City of Edinburgh     | Edinburgh City F.C.                      | 1970                | 16 500    |         |
| 9  | Tannadice Park             | Dundee        | Dundee City           | Dundee United F.C.                       | 1883                | 14 229    |         |
| 10 | Fir Park                   | Motherwell    | North Lanarkshire     | Motherwell F.C.                          | 1895                | 13 677    |         |
| 11 | Cappielow                  | Greenock      | Renfrewshire          | Greenock Morton F.C.                     | 1879                | 11 589    |         |
| 12 | Dens Park                  | Dundee        | Dundee City           | Dundee F.C.                              | 1899                | 11 506    |         |
| 13 | East End Park              | Dunfermline   | Fife                  | Dunfermline Athletic F.C.                | 1885                | 11 480    |         |
| 14 | McDiarmid Park             | Perth         | Perth and Kinross     | St. Johnstone F.C.                       | 1989                | 10 696    |         |
| 15 | Somerset Park              | Ayr           | South Ayrshire        | Ayr United F.C.                          | 1888                | 10 185    |         |
| 16 | Excelsior Stadium          | Airdrie       | North Lanarkshire     | Airdrieonians F.C., Queen’s Park F.C.    | 1998                | 10 170    |         |
| 17 | Firhill Stadium            | Glasgow       | Glasgow City          | Partick Thistle F.C.                     | 1909                | 10 102    |         |
| 18 | Almondvale Stadium         | Livingston    | West Lothian          | Livingston F.C.                          | 1995                | 9865      |         |
| 19 | Falkirk Stadium            | Falkirk       | Falkirk               | Falkirk F.C.                             | 2004                | 8750      |         |
| 20 | Stark's Park               | Kirkcaldy     | Fife                  | Raith Rovers F.C.                        | 1891                | 8473      |         |
| 21 | New St. Mirren Park        | Paisley       | Renfrewshire          | St. Mirren F.C.                          | 2009                | 8023      |         |
| 22 | Broadwood Stadium          | Cumbernauld   | North Lanarkshire     | Clyde F.C.                               | 1994                | 7936      |         |
| 23 | Caledonian Stadium         | Inverness     | Highland              | Inverness Caledonian Thistle F.C.        | 1996                | 7800      |         |
| 24 | Palmerston Park            | Dumfries      | Dumfries and Galloway | Queen of the South F.C.                  | 1919                | 7620      |         |
| 25 | Station Park               | Forfar        | Angus                 | Forfar Athletic F.C.                     | 1888                | 6777      |         |
| 26 | Gayfield Park              | Arbroath      | Angus                 | Arbroath F.C.                            | 1925                | 6600      |         |
| 27 | Victoria Park              | Dingwall      | Highland              | Ross County F.C.                         | 1929                | 6541      |         |
| 28 | New Douglas Park           | Hamilton      | South Lanarkshire     | Hamilton Academical F.C.                 | 2001                | 6078      |         |
| 29 | Adamslie Park              | Kirkintilloch | East Dunbartonshire   | Kirkintilloch Rob Roy F.C.               | 1926                | 5500      |         |
| 30 | Victoria Park              | Buckie        | Moray                 | Buckie Thistle F.C.                      | 1919                | 5000      |         |
| 31 | Borough Briggs             | Elgin         | Moray                 | Elgin City F.C.                          | 1921                | 4520      |         |
| 32 | Central Park               | Cowdenbeath   | Fife                  | Cowdenbeath F.C.                         | 1917                | 4309      |         |
| 33 | Recreation Park            | Alloa         | Clackmannanshire      | Alloa Athletic F.C.                      | 1895                | 3100      |         |
| 34 | Dumbarton Football Stadium | Dumbarton     | West Dunbartonshire   | Dumbarton F.C.                           | 2000                | 2020      |         |
| .  | Hibernian Park             | Edynburg      | City of Edinburgh     | Hibernian F.C. (1880–1892)               | 1880                | zburzony  |         |

Murrayfield Stadium położony w Edynburgu, który jest narodowym stadionem dla gry w rugby, gości również mecze piłkarskie.